# Tupolew-Tu-204/214-Familie
Die Tupolew Tu-204 ist ein zweistrahliges Mittelstreckenflugzeug des russischen Konstruktionsbüros Tupolew. Sie wurde als Nachfolgetyp der Tupolew Tu-154 entworfen und lässt sich mit den Typen Airbus A321, Boeing 737-900ER und Boeing 757 vergleichen.

## Geschichte
Die Entwicklungsziele für einen Nachfolger der Tu-154 in Form der Tu-204 beinhalteten ein modernes Mittelstreckenflugzeug mit 196 Sitzplätzen, einer Reichweite von bis zu 6.500 km und zwei Mantelstromtriebwerken, wobei es als erstes sowjetisches Flugzeug neben sowjetischen auch mit westlichen Triebwerken ausgerüstet werden sollte. Die Arbeiten an dem Projekt begannen 1982, eine Attrappe wurde am 14. November 1984 erstmals vorgestellt. Der Erstflug des Prototyps (SSSR-64001) erfolgte am 2. Januar 1989 in Schukowski durch die fünfköpfige Besatzung von A. Talalakin, die Zertifizierung der ersten Variante folgte im Januar 1995. Federführend bei der Entwicklung des Modells war Leo Aronowitsch Lanowski. Das Programm hat jedoch mit einigen Schwierigkeiten zu kämpfen, da es eigentlich nicht konkurrenzfähig ist. Die Gründe hierfür liegen vor allem in der für den östlichen Markt überdimensionierten Größe und den relativ schlechten direkten Betriebskosten, weshalb die Fluggesellschaften der GUS lieber auf ältere, aber westliche Produkte wie den Airbus A320 oder die Boeing 737 in den klassischen Versionen umsteigen. Das Hauptproblem des Flugzeuges ist hierbei sein viel zu hohes Gewicht. Die Basisversion Tu-204-100 wiegt leer 58 t – ein gleich großer Airbus A321 48 t, eine Boeing 737-900ER sogar nur 44,7 t.
In den Augen der Betreiber zeichnet sich die Tu-204 durch eine vergleichsweise hohe Zuverlässigkeit aus. So verzeichnen zum Beispiel die bei KMV eingesetzten Flugzeuge in ihren zehn Jahren Dienstzeit keinerlei Triebwerksausfälle während des Fluges. Jedoch drängen häufige Engpässe der Hersteller bei der Versorgung mit nötigen Ersatzteilen viele andere russische Fluggesellschaften, auch aus diesem Grund, zu vergleichbaren westlichen Flugmustern.
Lediglich ein westlicher Kunde wurde in Form des Logistikunternehmens TNT Express gefunden, der die Flugzeuge jedoch mittlerweile ausgemustert hat.

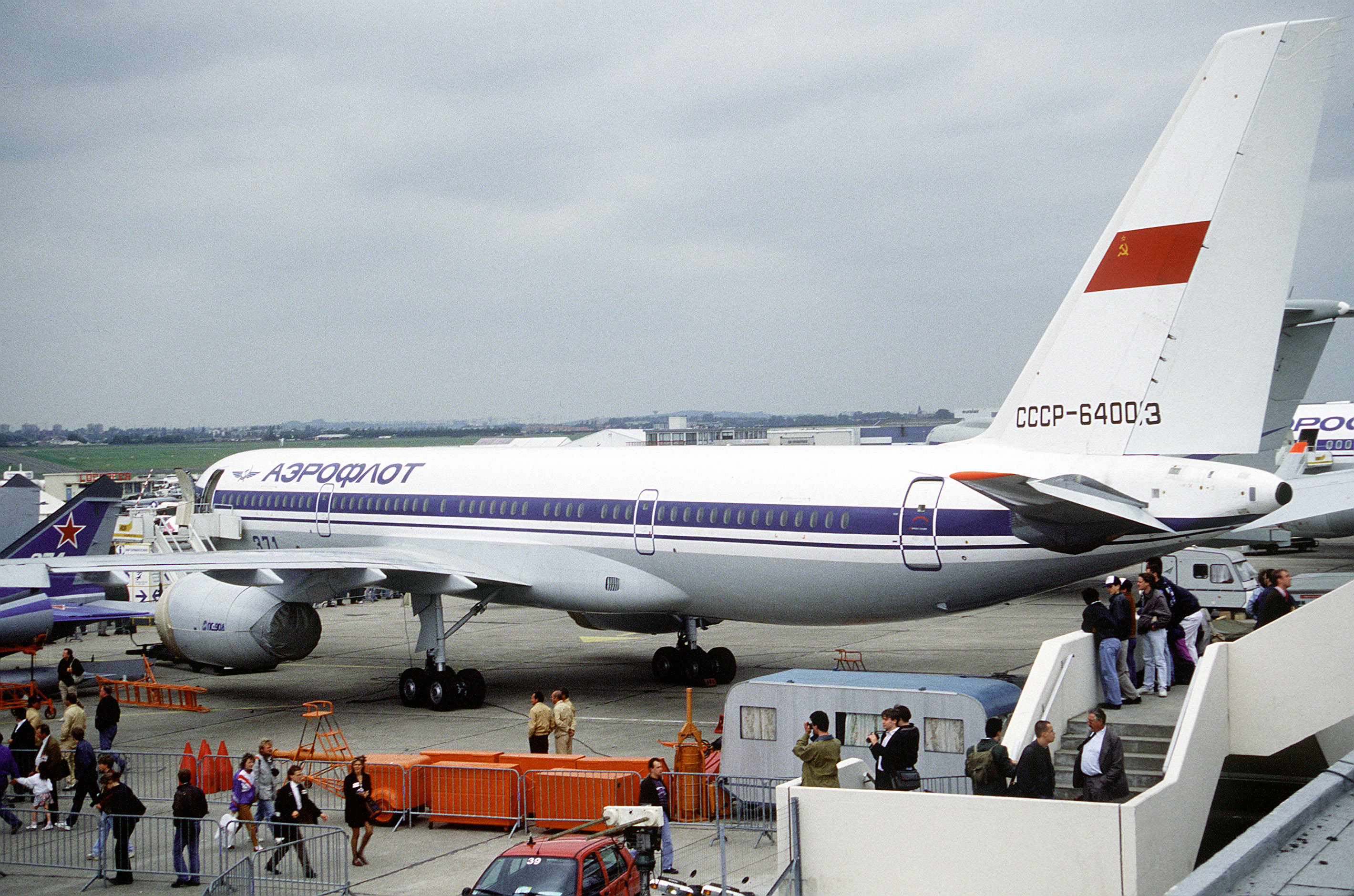
Tu-204-100 im Juni 1991 auf der Pariser Luftfahrtschau

Mit der Jahresproduktion von 8 Flugzeugen hatte die Produktion 2008 ihren Höchststand erreicht.
Mitte Oktober 2006 waren erstmals Pläne bekannt geworden, die Flugzeugfamilie zu modernisieren, um gegen die westlichen Gegenstücke besser konkurrieren zu können. Die als Tu-204SM bezeichnete Variante (siehe unten) verfügte über eine verringerte Startmasse, eine geringere Reichweite und modernere Triebwerke und flog am 29. Dezember 2010 erstmals. Mit der geringeren Reichweite passte man sich der westlichen Konkurrenz an, die Masseneinsparungen waren jedoch sehr klein. Langfristig sollte der Typ durch die Irkut MC-21 ersetzt werden. Diese konnte durch einen sehr hohen Anteil an Verbundwerkstoffen in der Konstruktion die Masse deutlich verringern.
Im Jahr 2018 zeichneten sich Probleme für die Betreiber der Tu-204 ab, da der Hersteller nicht genügend Betriebszyklen garantieren konnte: So waren im Vertrag mit der Leasinggesellschaft „Ilyushin Finance“, welche sieben Tu-204 besitzt, 25.000 Zyklen vereinbart worden, während Tupolew nur 8.000 garantieren konnte.

## Technik
Die Tu-204 gehört neben der Iljuschin Il-96 zu den ersten russischen Flugzeugen einer neuen Generation. Für sie wurden, für diese Zeit, relativ neue Techniken verwendet. Dazu gehörten ein Fly-by-Wire-System, ein Glascockpit mit sechs Farbbildschirmen, Head-Up-Display, eine vollautomatische Landeeinrichtung, eine fortschrittliche, superkritische Tragfläche mit Winglets, westliche Avionik und eine Variante mit modernen westlichen Rolls-Royce-RB211-535-Triebwerken.

## Varianten

### Tu-204-100/200

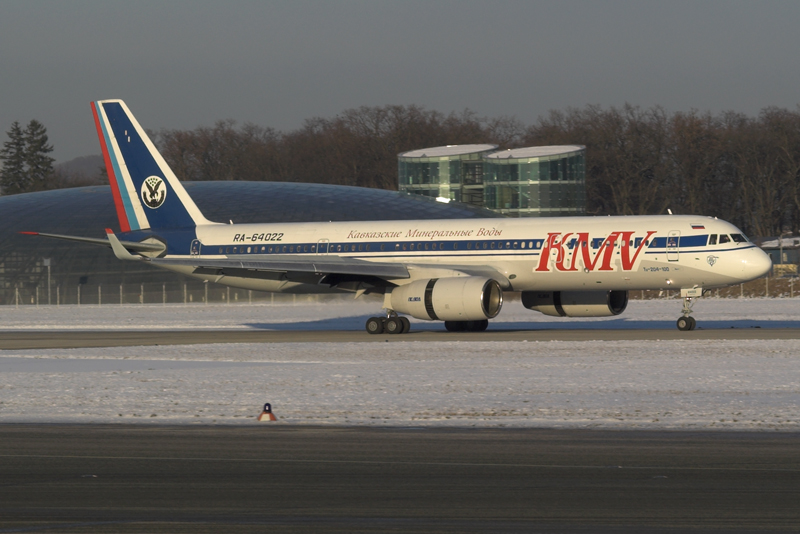
Tu-204-100 der KMV

Die erste Version des Flugzeuges wurde von Solowjow (jetzt Awiadwigatel) PS90-Turbofans angetrieben. Sie benutzt damit russische Triebwerke und auch russische Avionik. Die Tu-204-200 ist eine schwerere Version mit Zusatztanks zur Reichweitensteigerung. Dieser Typ wird in Kasan gebaut und von den Airlines Transaero und Dalavia betrieben.
Überdies werden mit der Tu-204-100C und der Tu-204-200C auch Frachtvarianten angeboten. Mittlerweile werden auch überarbeitete PS-90A2-Triebwerke mit um 40 % vergrößerten Wartungsintervallen angeboten.

### Tu-204-120/220
Um die Konkurrenzfähigkeit der Tu-204 zu steigern, brachte Tupolew eine neue Variante mit westlichen Triebwerken und westlicher Avionik auf den Markt. Der Erstflug der Tu-204-120 mit Rolls-Royce-Triebwerken RB211-535 erfolgte am 14. August 1992. Air Cairo wurde mit einer Bestellung von Tu-204-120 und der dazugehörigen Frachtversion Tu-204-120C im November 1998 Erstkunde. Für größere Reichweiten werden die Tu-204-220 und die Tu-204-220C angeboten.

### Tu-204-300

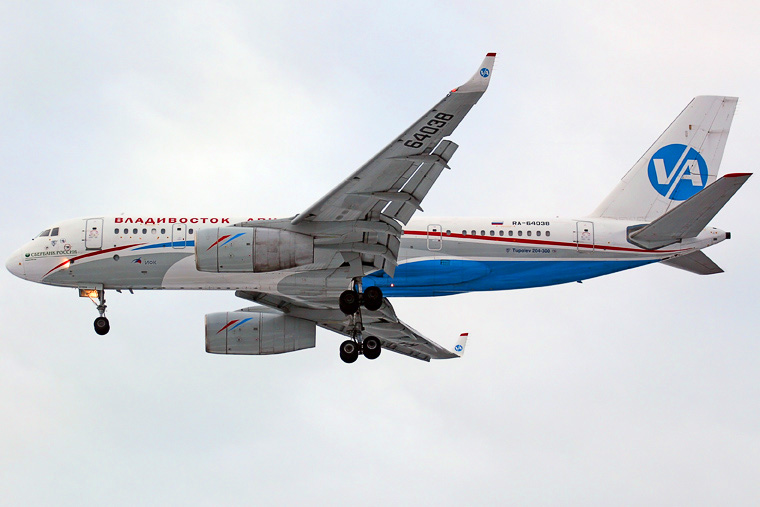
Tupolew Tu-204-300

Die Tu-204-300 ist eine um 6 m gekürzte Variante der Tu-204, um das Flugzeug an die nötigen Kapazitäten anzupassen. Sie ist in zwei Versionen verfügbar; die für die Langstrecke wird von Awiadwigatel PS-90-A2-Triebwerken angetrieben und hat eine Reichweite von 9.300 km, die leichtere Version kann lediglich 3.500 km weit fliegen. Die russische Fluggesellschaft Vladivostok Avia wurde Erstkunde für dieses Flugzeug. Die nordkoreanische Air Koryo setzt ebenfalls die Tu-204-300 ein.

### Tu-204SM / Tu-204-400
Die Tu-204SM, auch Tu-204-400 genannt, soll bei gleicher Größe etwa 4 bis 5 Tonnen weniger als das Basismodell Tu-204-100 wiegen und damit den Abstand zum Airbus A321 in etwa halbieren. Dazu soll die Gewichtseinsparung sowohl an der Struktur als auch bei der Ausrüstung realisiert werden. Die Tu-204SM soll über ein verbessertes digitales Zweimann-Cockpit mit überarbeiteten Aviapribor-Holding-Avionik-Systemen verfügen und darüber hinaus ein neues Flugkontrollsystem, eine neue Klimaanlage des Herstellers Liebherr, ein verbessertes Flugunterhaltungssystem sowie elektrisch betätigte Klappen erhalten. Als Triebwerke sind Awiadwigatel PS-90A2 mit ETOPS-Zulassung vorgesehen, man ist jedoch auch im Gespräch mit CFM International und International Aero Engines über eine mögliche Nutzung von CFM56-5/7 bzw. V2500. Dies sind die Triebwerke, die auch an den Konkurrenzmustern von Airbus und Boeing eingesetzt werden.
Der erste Prototyp sollte ursprünglich 2009 erstmals fliegen. Dies verzögerte sich jedoch, so dass der Roll-Out erst am 28. Dezember 2010 stattfand, gefolgt vom Erstflug am darauffolgenden Tag, dem 29. Dezember 2010.
Es ist vorgesehen, dass die Tu-204SM die Tu-204-100 als Standard-Produktionsmodell ablöst. Die für diese Variante entwickelten Änderungen sollen auch für die anderen Modelle der Tu-204-Reihe (einschließlich der Tu-214) übernommen werden. Laut Tupolew-Muttergesellschaft OAK wurden 70 % aller Systeme der Tu-204SM gegenüber dem Basismodell zum Teil erheblich verbessert.

### Tu-204-500
Diese Variante der Tu-204-300 soll für Kurzstrecken optimiert werden. Dafür benutzt sie kürzere Tragflächen und erreicht eine höhere Geschwindigkeit. Sie ist ein direkter Konkurrent der Boeing 737NG und ETOPS-zugelassen. Eine überarbeitete Version mit verringerter Flügelfläche (bei identischer Spannweite) sollte 2010 erstmals fliegen. Die geringere Flügelfläche soll für den Einsatz auf Kurzstrecken optimiert werden und dabei eine höhere Reisegeschwindigkeit von Mach 0,82 bis Mach 0,85 (statt bisher Mach 0,8) ermöglichen. Die Tragflächen sollen außerdem aufgrund des verstärkten Einsatzes von Verbundwerkstoffen leichter werden. Bis zum Ende 2010 ist jedoch keine Nachricht über diese Variante erfolgt.

### Tu-206 und Tu-216
Diese Varianten wurden als Testflugzeuge entwickelt. Die Tu-206 wurde mit Erdgas betrieben, während die Tu-216 Wasserstoff nutzte.

### Tu-214

Der Tu-214-Prototyp auf der MAKS 1997 in Schukowski bei Moskau

Bei der Tu-214 handelt es sich um eine schwerere und vielseitig verwendbare Weiterentwicklung der Tupolew Tu-204. Die Kabine der Tu-214 ist sehr flexibel und kann je nach Wünschen und Erfordernissen sowohl in reiner Passagier- oder Frachtkonfiguration als auch gemischt als Passagier- und Frachtkonfiguration eingerichtet werden. Die Tu-214 wurde speziell auf Mittelstrecken ausgelegt. Sie entspricht westlichen Zulassungskriterien und ist in ihrer Klasse das in der Anschaffung günstigste Flugzeug.

Neben der Basisvariante gibt es auch noch eine Langstreckenversion mit zusätzlichen Tanks mit einer Reichweite von 8.150 km, eine Version mit VIP-Ausstattung, die mit Zusatztanks ausgerüstet eine Reichweite von 9.075 km hat, sowie die „quick-change“-Version Tu-214C3, deren Konfiguration flexibel und schnell zwischen reinem Frachter und normaler Zweiklassenbestuhlung gewechselt werden kann.
Anfang Juni 2009 wurden die ersten beiden im Kasaner Flugzeugwerk in Kasan gebauten Tu-214SR an GTK Rossija (die für den Transport von russischen Regierungsmitgliedern zuständige Fluggesellschaft) übergeben. Bisher (Februar 2013) wurden sechs TU-214SR an Rossija ausgeliefert, zwei weitere sind noch bestellt. Die Tu-214PU ist ein fliegendes Kommandozentrum (Punkt uprawlenija). Zwei Exemplare sind als fliegender Gefechtsstand für den Präsidenten im Einsatz.

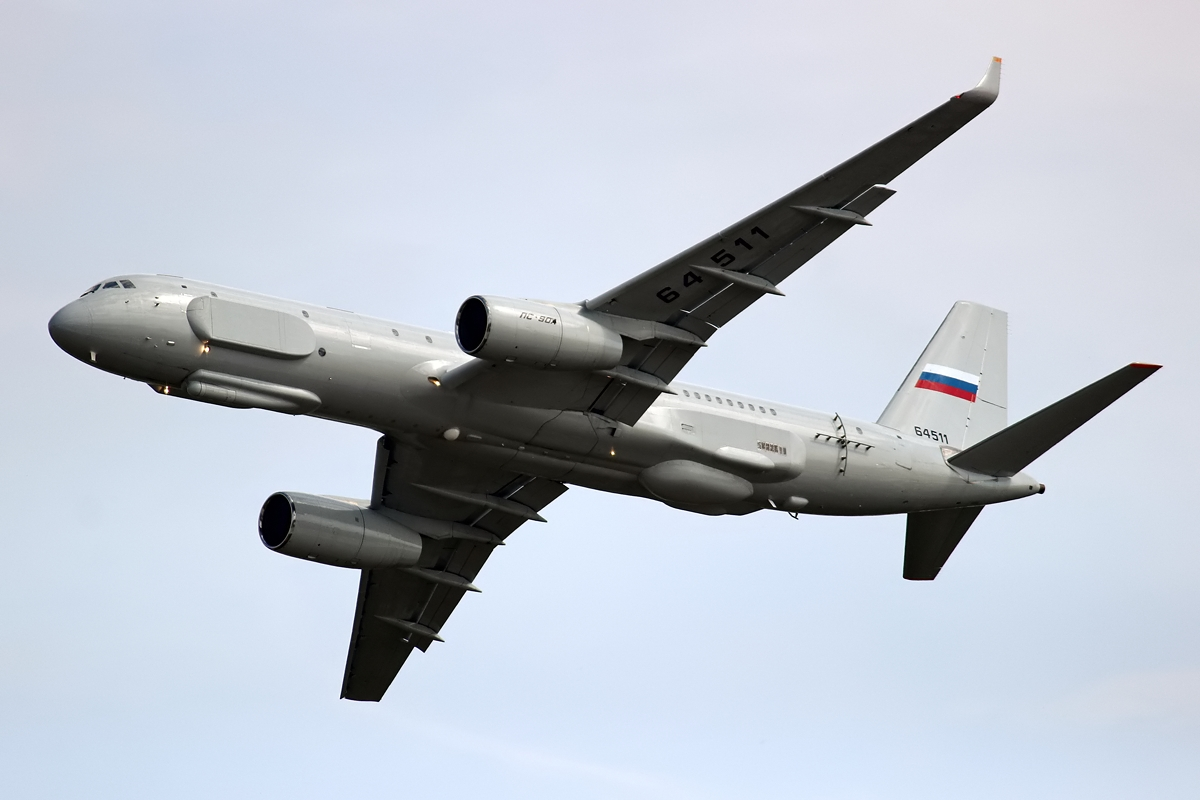
Aufklärungsversion Tu-214R

Von der Tu-214 befinden sich außerdem militärische Ausführungen in der Entwicklung bzw. Testphase. So ist vorgesehen, zwei als Tu-214ON bezeichnete Flugzeuge für Open-Skies-Missionen auszurüsten. Die auf der MAKS 2013 vorgestellte ELINT-Version Tu-214R soll bei den russischen Luftstreitkräften die Iljuschin Il-20M ersetzen. Die Flugzeuge mit den Kennzeichen RA-64511 und RA-64514 sind mit dem Radar-System MRK-411 mit Panelantennen links und rechts am Vorderrumpf und einem Rundsicht-Radar an der Rumpfunterseite ausgerüstet. Der Ersteinsatz erfolgte beim russischen Eingreifen in Syrien 2016.
Die Tu-214LMK ist ein fliegender Teststand (Registration RA-64507) mit dem Flugkomplex LMK-214. Das Flugzeug wird für die Erprobung der Ausrüstung für die Tupolew Tu-160M2 und die Tupolew PAK-DA verwendet.
Die Tu-214 wurde insbesondere für das Russische Militär und VIP-Flugzeuge laufend weiterproduziert, mit 34 Einheiten bis zum Sommer 2023 entspricht das einer Rate von ein bis zwei Flugzeugen pro Jahr. Diese Rate soll mit finanzieller Hilfe durch die Regierung bis 2025 auf zehn Maschinen gesteigert werden. Daneben ist eine Weiterentwicklung und die Reduktion der wenigen ausländischen Teile im Bereich der Kabine geplant.
Ab 2026 sollen Erprobungen mit dem von Aeroflot geforderten Zweier-Besatzung-Cockpit erfolgen. Russland plante 115 Tu-214 zu bauen bis 2030. Nach Modernisierung des Kasan-Werks sollen ab 2026 oder 2028 20 Flugzeuge im Jahr produziert werden.

## Betreiber
Mit Stand April 2021 wurden weltweit noch 21 Maschinen der Tupolew-Tu-204/214-Familie betrieben:
| Airline                                  | Type                    | in Betrieb | in Bestellung | geparkt |
| ---------------------------------------- | ----------------------- | ---------- | ------------- | ------- |
| Nordkorea Air Koryo                      | 1 × 204-300 1 × 204-100 | 2          | 0             | 0       |
| Russland Aviastar-TU                     | 204-100C                | 4          | 0             | 1       |
| Russland Business Aero                   | 204-300A                | 1          | 0             | 0       |
| Volksrepublik China Cainiao              | 204-120CE               | 1          | 0             | 0       |
| Volksrepublik China China Cargo Airlines | 204-120CE               | 0          | 2             | 0       |
| Kuba Cubana                              | 1 × 204-100E            | 1          | 0             | 3       |
| Russland Kosmos Airlines                 | 204-100                 | 1          | 0             | 0       |
| Russland Roskosmos                       | 204-300                 | 2          | 0             | 0       |
| Russland Rossija                         | 214 204-300             | 3          | 0             | 0       |
| Russland RusJet                          | 204-100B                | 1          | 0             | 0       |
| Russland Russair                         | 204-100E                | 1          | 0             | 0       |
| Russland Russische Luftstreitkräfte      | 214                     | 1          | 0             | 0       |
| Russland Potschta Rossii                 | 204-100C                | 2          | 0             | 0       |
| Kirgisistan Sky KG Airlines              | 204-120C                | 0          | 0             | 2       |
| Gesamt                                   | Alle Versionen          | 21         | 2             | 6       |

Mindestens sechs Maschinen wurden zwischenzeitlich abgestellt, darunter zwei der Air Cairo sowie mehrere des Logistikunternehmens TNT. Transaero Airlines gab im Januar 2013 die Ausflottung ihrer drei Tu-214 bekannt.
Bis zum Herbst 2018 flog Red Wings Airlines in Russland als letzter Betreiber des Typs kommerzielle Passagierflüge, ab diesem Zeitpunkt waren nur noch Frachtflugzeuge im Betrieb sowie die nunmehr 14 nicht-kommerziell betriebenen Flugzeuge von Rossiya sowie zwei von Roskosmos. Mit dem russischen Überfall auf die Ukraine im Februar 2022 und den darauf folgenden westlichen Sanktionen, wollte die russische Regierung die Tu-204/214 wieder für den Liniendienst aktivieren. So sollten bis zu acht Flugzeuge für Red Wing revidiert werden und die ersten zwei im April 2023 ausgeliefert werden. Doch die Überarbeitung verzögerte sich und im Sommer 2023 wurde bekannt, dass die in den Flugzeugen verbauten amerikanischen Notrutschen zwar bei ständiger Wartung eine unbeschränkte Nutzung besitzen, aber nicht so die dafür notwendigen Druckgasbehälter. Die Behälter wurden spezifisch für diese Tupolew und die Irkut MC-21 produziert und können somit auch nicht auf Umwegen beschafft werden. Ab Februar 2024 setzt die russische Fluggesellschaft Red Wings die Tu-214 erneut für internationale Passagierflüge ein.
Im Dezember 2016 hatte die Russische Post mit dem Betrieb von Frachter-Versionen begonnen, bis zu diesem Zeitpunkt hatte sie nur Kleinflugzeuge betrieben.
2022 bestellte Aeroflot 40 Stück Tu-214, fünf Flugzeuge sollten bis Anfang 2025 eingeflottet werden. Aeroflot sollte bis 2030 339 russische Flugzeuge erhalten, darunter 89 Superjet und 40 Tu-214. 2024 meldete die Airline aber keine Tu-214 und keine Superjet mehr in ihre Flotte aufnehmen zu wollen.

### Ehemalige Betreiber

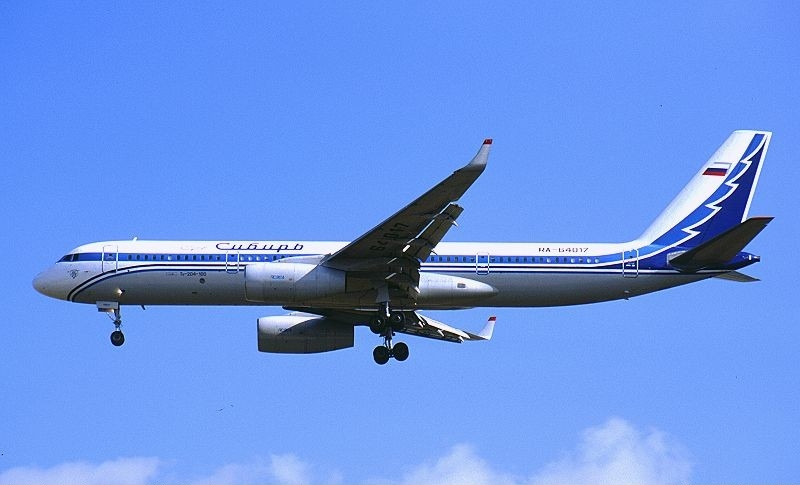
S7 Airlines (Siberia Airlines) Tupolew Tu-204
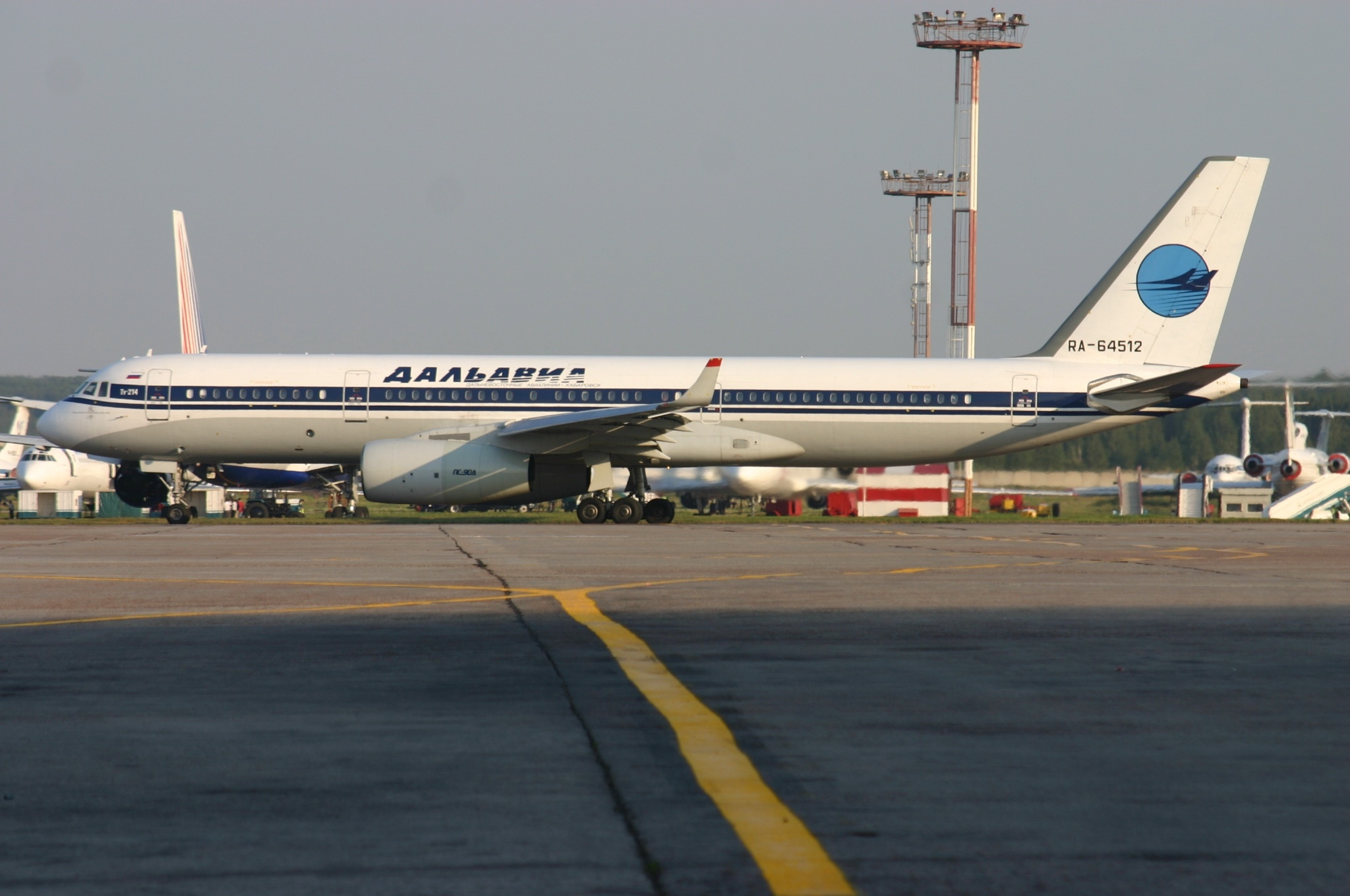
Dalavia Tupolew Tu-214

| Airline            | Staat       | Type          | Status               | Ausgemustert | Bemerkung                                          |
| ------------------ | ----------- | ------------- | -------------------- | ------------ | -------------------------------------------------- |
| Aeroflot           | Russland    | 204-100       | ausgeliefert         | 2005         | Ausgemustert                                       |
| Blue Wings         | Deutschland | 204-100/204SM | Bestellung storniert | 2010         | Flugbetrieb eingestellt                            |
| Cairo Aviation     | Ägypten     | 204-120C      | ausgeliefert         | 2018         | Flugbetrieb eingestellt                            |
| Dalavia            | Russland    | 214           | ausgeliefert         | 2009         | Flugbetrieb eingestellt                            |
| Kavminvodyavia     | Russland    | 204-100       | ausgeliefert         | 2011         | Flugbetrieb eingestellt                            |
| Kras Air           | Russland    | 214           | ausgeliefert         | 2008         | Flugbetrieb eingestellt                            |
| Omskavia           | Russland    | 204-100       | Bestellung storniert | 2008         | Flugbetrieb eingestellt                            |
| Red Wings Airlines | Russland    | 204-100       | ausgeliefert         | 2018         | Ausgemustert                                       |
| Red Wings Airlines | Russland    | 214           | ausgeliefert         | 2017         | Ausgemustert                                       |
| Rossiya Airlines   | Russland    | 204-100       | ausgeliefert         | 2014         | Ausgemustert                                       |
| S7 Airlines        | Russland    | 204-100       | ausgeliefert         | 2005         | Ausgemustert                                       |
| Transaero          | Russland    | 214           | ausgeliefert         | 2015         | Erstbetreiber dieser Type, Flugbetrieb eingestellt |
| Vladivostok Avia   | Russland    | 204–300       | ausgeliefert         | 2013         | Erstbetreiber dieser Type, Flugbetrieb eingestellt |
| Vnukovo Airlines   | Russland    | 204-100       | ausgeliefert         | 2001         | Erstbetreiber dieser Type, Flugbetrieb eingestellt |

## Zwischenfälle
- Am 14. Januar 2002 wurde eine Tu-204-100 der Siberia Airlines (Luftfahrzeugkennzeichen RA-64011) bei einem Flug von Frankfurt nach Nowosibirsk aufgrund schlechten Wetters nach Omsk umgeleitet. Beim Landeanflug fielen beide Triebwerke aus, es gelang der Besatzung aber noch, das Fahrwerk auszufahren. Die Maschine schoss 450 Meter über die vereiste Landebahn hinaus und wurde beschädigt, später aber wieder repariert.[41]

- Am 22. März 2010 stürzte dieselbe Tu-204 (RA-64011), mittlerweile in Diensten der Fluggesellschaft Aviastar-TU, im Landeanflug auf den Flughafen Moskau-Domodedowo ab. Das Flugzeug war auf diesem Flug lediglich mit Besatzungsmitgliedern besetzt. Alle Insassen überlebten den Absturz. Das Flugzeug wurde zerstört.[42][43]

- Am 29. Dezember 2012 schoss eine Tu-204-100 der russischen Red Wings Airlines (RA-64047) bei der Landung auf dem Moskauer Flughafen Wnukowo über das Landebahnende hinaus, zerbrach, fing Feuer und kam teilweise auf einer angrenzenden Schnellstraße zum Liegen. Bei dem Unfall kamen fünf der acht Besatzungsmitglieder ums Leben, drei wurden schwer verletzt. Nach vorläufigen Ermittlungen könnte ein defektes Bremssystem das Unglück ausgelöst haben (siehe auch Red-Wings-Airlines-Flug 9268).[44]

## Technische Daten

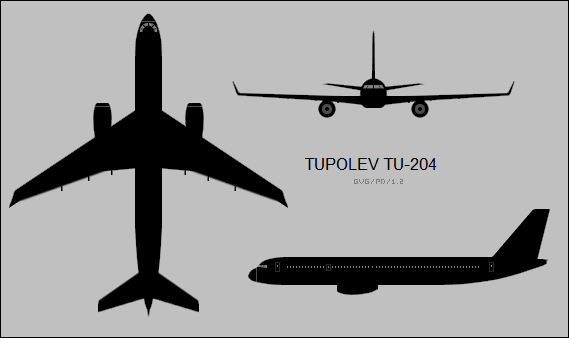
Dreiseitenriss Tu-204

| Kenngröße             | Tu-204-100              | Tu-204-120                | Tu-214                  | Tu-204-300              | Tu-204SM                 |
| --------------------- | ----------------------- | ------------------------- | ----------------------- | ----------------------- | ------------------------ |
| Erstflug              | 2. Januar 1989          | Oktober 1998              | 21. März 1996           | 18. August 2003         | 29. Dezember 2010        |
| Serienproduktion      | ab 1995                 | ab 1998                   | ab 2001                 | ab 2005                 | ab 2011                  |
| Besatzung (Cockpit)   | 3                       | 3                         | 3                       | 3                       | 2                        |
| Passagiere (max.)     | 210                     | 210                       | 210                     | 157                     | 194                      |
| Länge                 | 46,14 m                 | 46,14 m                   | 46,14 m                 | 40,19 m                 | 46,14 m                  |
| Spannweite            | 42 m                    | 42 m                      | 42 m                    | 42 m                    | 42 m                     |
| Höhe                  | 13,88 m                 | 13,88 m                   | 13,88 m                 | 13,88 m                 | 13,88 m                  |
| Flügelfläche          | 184,20 m²               | 184,20 m²                 | 184,20 m²               | 184,20 m²               | 184,20 m²                |
| Flügelstreckung       | 9,6 m                   | 9,6 m                     | 9,6 m                   | 9,6 m                   | 9,6 m                    |
| Rumpfdurchmesser      | 3,8 m                   | 3,8 m                     | 3,8 m                   | 3,8 m                   | 3,8 m                    |
| Kabinenbreite         | 3,56 m                  | 3,56 m                    | 3,56 m                  | 3,56 m                  | 3,56 m                   |
| Kabinenhöhe           | 2,11 m                  | 2,11 m                    | 2,11 m                  | 2,11 m                  | 2,11 m                   |
| Leermasse             | 59.000 kg               | 59.000 kg                 | 59.000 kg               | 54.000 kg               | 60.500 kg                |
| max. Startmasse       | 103.000 kg              | 103.000 kg                | 110.750 kg              | 107.500 kg              | 105.000 kg               |
| Reisegeschwindigkeit  | 810 km/h                | 810 km/h                  | 810 km/h                | 810 km/h                | 810 km/h                 |
| Höchstgeschwindigkeit | 850 km/h                | 850 km/h                  | 850 km/h                | 850 km/h                | 850 km/h                 |
| Dienstgipfelhöhe      | 12.600 m (41.000 ft)    | 12.600 m (41.000 ft)      | 12.600 m (41.000 ft)    | 12.600 m (41.000 ft)    | 12.600 m (41.000 ft)     |
| Reichweite (ø)        | 6.500 km                | 6.500 km                  | 6.670 km                | 7.500 km                | 4.000 km                 |
| Triebwerke            | 2 × Awiadwigatel PS-90A | 2 × Rolls-Royce RB211-535 | 2 × Awiadwigatel PS-90A | 2 × Awiadwigatel PS-90A | 2 × Awiadwigatel PS-90A2 |